# 偏蒴蘚
偏蒴蘚（学名：Ectropothecium buitenzorgii）为灰蘚科偏蒴蘚屬下的一个种。